# تشورتشفيل (نيويورك)
تشورتشفيل (بالإنجليزية: Churchville, New York)‏ هي منطقة سكنية تقع في الولايات المتحدة في نيويورك (ولاية). يقدر عدد سكانها بـ 1,961 نسمة .

## أعلام
- فرانسيس ويلارد
- تشارلز إس. بيكر